# Abierto de Australia 2005
Lista de los campeones del Abierto de Australia de 2005:

## Seniors

### Individual Masculino
Marat Safin d.  Lleyton Hewitt 1-6, 6-3, 6-4, 6-4

### Individual Femenino
Serena Williams d.  Lindsay Davenport 2-6, 6-3, 6-0

### Dobles Masculino
Wayne Black /  Kevin Ullyett d.  Bob Bryan /  Mike Bryan 6-4, 6-4

### Dobles Femenino
Svetlana Kuznetsova /  Alicia Molik d.  Lindsay Davenport /  Corina Morariu 6-3, 6-4

### Dobles Mixto
Samantha Stosur /  Scott Draper d.  Liezel Huber /  Kevin Ullyett 6-2, 2-6, [10-6]

## Juniors

### Individual Masculino
Donald Young d.  Kim Sun-Yong 6-2, 6-2

### Individual Femenino
Victoria Azarenka d.  Ágnes Szávay 6-2, 6-2

### Dobles Masculino
Sun-Yong Kim /  Chu-Huan Yi d.  Thiemo De Bakker /  Donald Young 6-3, 6-4

### Dobles Femenino
Victoria Azarenka /  Marina Erakovic d.  Nikola Frankova /  Ágnes Szávay 6-0, 6-2
| Predecesor: Abierto de Australia 2004          | Abierto de Australia 2005 | Sucesor: Abierto de Australia 2006    |
| Predecesor: Abierto de los Estados Unidos 2004 | Grand Slam 2005           | Sucesor: Torneo de Roland Garros 2005 |

- Datos: Q610343
- Multimedia: 2005 Australian Open / Q610343